# Eco Pelo Clima
O Eco Pelo Clima, é um movimento civíl e capítulo estadual do Fridays For Future Brasil no Rio Grande do Sul, Brasil. O movimento tem um papel transformador,
anti-capitalista e socioambiental, mobilizando a juventude para enfrentar a Crise climática e exigir Justiça climática 

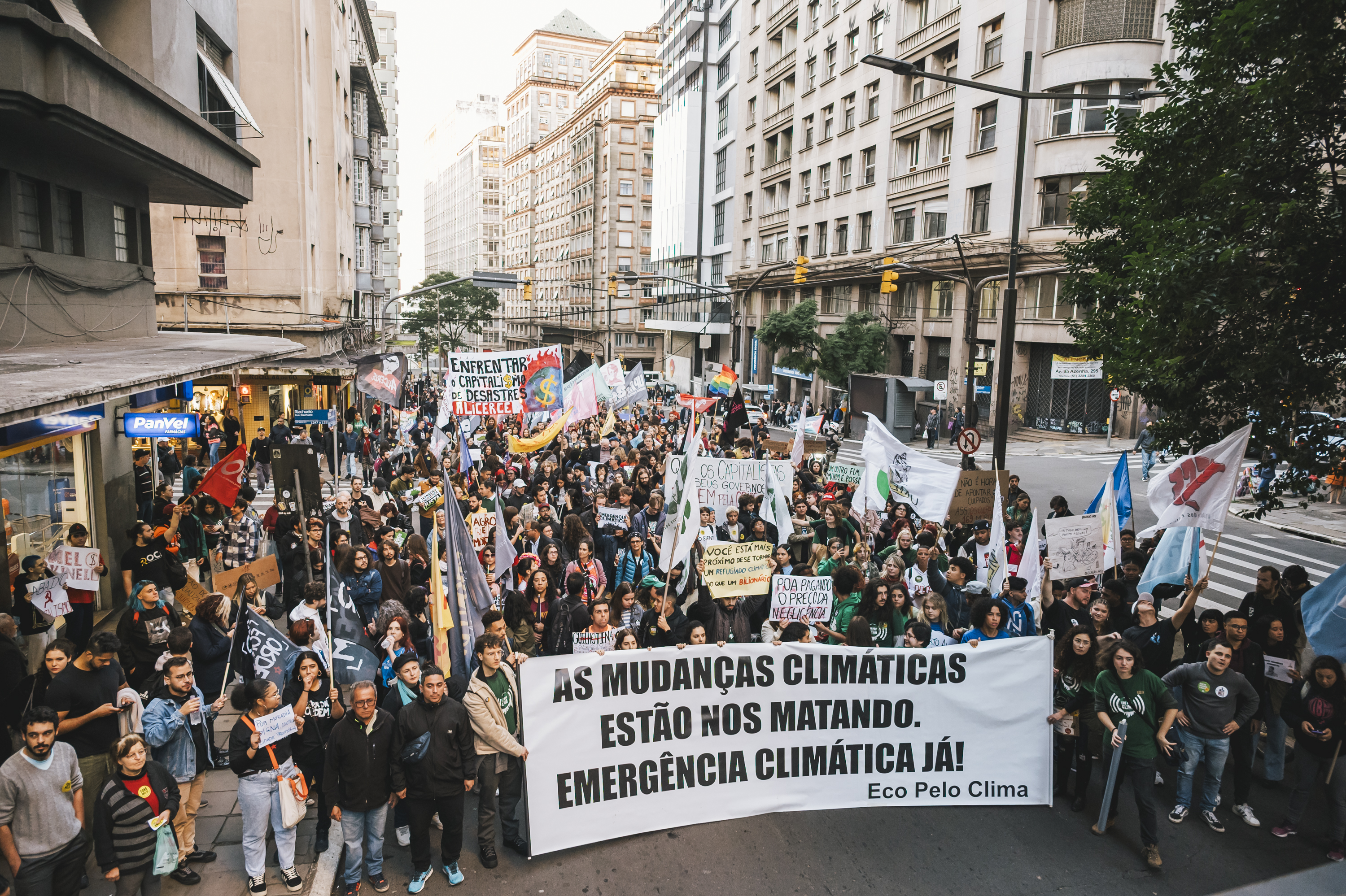
Manifestação em Porto Alegre, em 31 de Maio de 2024

## História

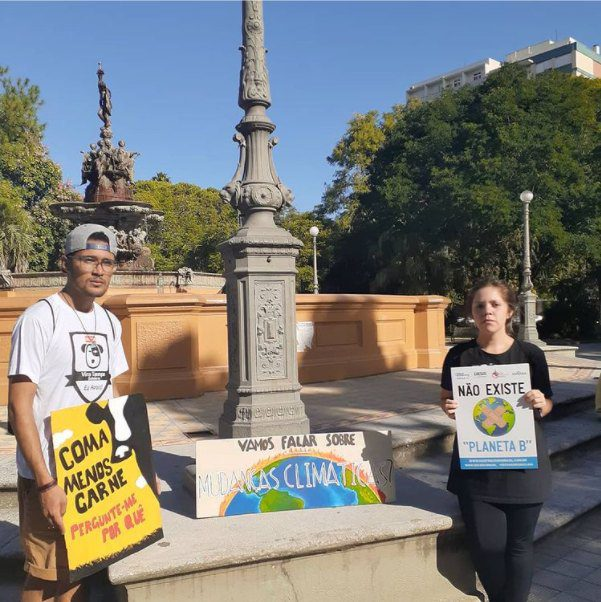
Renata Padilha e Jonathan Feijó em Pelotas nas primeiras greves do Eco Pelo Clima

Surgiu em Fevereiro de 2020 na cidade de Pelotas como Fridays For Future Pelotas, e se fundiu com o movimento Fridays For Future Porto Alegre como movimento estadual sobre o nome de Eco Pelo Clima. Em entrevista para a ONG 350.org a fundadora Renata Padilha explica os primeiros passos do movimento: 
“Começamos nossas atividades em fevereiro de 2020, algumas semanas antes da pandemia que mudaria a forma como vivemos, mas mesmo assim não paramos de construir nosso movimento e fortalecer a luta ambiental […] Assim que o vírus derrubou o acesso aos espaços públicos, o grupo ainda pequeno começou a protestar online pelas redes sociais, publicando pautas semanais, promovendo o diálogo e levando informação ao seu público, além de buscar alcançar mais pessoas para lutar conosco e apoiar nosso trabalho."

Como resposta à crescente crise climática e à falta de ação efetiva por parte dos governos e empresas. Inspirado pelo movimento internacional Fridays For Future, o grupo tem se consolidado como uma das principais vozes da juventude climática no sul do Brasil. Desde sua fundação, o movimento organizou diversas ações diretas, audiências públicas e manifestações para conscientizar sobre as mudanças climáticas e pressionar por políticas públicas voltadas à justiça climática.

## Atuação
Entre suas ações, o movimento organizou a maior greve global pelo clima do Rio Grande do Sul , a primeira audiência pública estadual sobre emergência climática  lotando o maior auditório da Assembleia Legislativa do Rio Grande do Sul para pressionar pelo decreto de emergência climática. Além disso, coordenou campanhas solidárias durante as Enchentes no Rio Grande do Sul em 2024, garantindo apoio a comunidades indígenas, quilombolas e populações vulneráveis através de sua campanha de arrecadação internacional que arrecadou 50 mil reais 

## Eventos e Participação Internacional
O Eco Pelo Clima tem forte presença em eventos internacionais de justiça climática, por exemplo em 2024, um representante do grupo participou do Climate Justice Camp na Tanzânia. Como tem participado de todas Conferências das Nações Unidas sobre as Mudanças Climáticas desde a COP26, o movimento decidiu publicizar seus conhecimentos através do evento Ecos da COP que regionaliza os debates internacionais climáticos para o estado do Rio Grande do Sul.
1. ↑  «The rise of the youth climate movement in southern Brazil». 350.org (em espanhol). 21 de março de 2022. Consultado em 13 de fevereiro de 2025
2. ↑  «The rise of the youth climate movement in southern Brazil». 350.org (em espanhol). 21 de março de 2022. Consultado em 13 de fevereiro de 2025
3. ↑  «Audiência pública debate emergência climática no Rio Grande do Sul». al.rs.gov.br. 23 de setembro de 2023. Consultado em 13 de fevereiro de 2025
4. ↑  «Campanha de Arrecadação internacional». apoiase (em inglês). 23 de setembro de 2023. Consultado em 13 de fevereiro de 2025